# U-98
Unterseeboot 98 foi um submarino alemão do Tipo VIIC, pertencente a Kriegsmarine que atuou durante a Segunda Guerra Mundial.

## Comandantes
| Comandante              | Data                                        |
| ----------------------- | ------------------------------------------- |
| Kptlt. Robert Gysae     | 12 de outubro de 1940 - 23 de março de 1942 |
| KrvKpt. Wilhelm Schulze | 24 de março de 1942 - outubro de 1942       |
| Oblt. Kurt Eichmann     | outubro de 1942 - 15 de novembro de 1942    |

## Subordinação
Durante o seu tempo de serviço, esteve subordinado às seguintes flotilhas:
| Período                                         | Flotilha                                  |
| ----------------------------------------------- | ----------------------------------------- |
| 12 de outubro de 1940 - 28 de fevereiro de 1941 | 7. Unterseebootsflottille (treinamento)   |
| 1 de março de 1941 - 15 de novembro de 1942     | 7. Unterseebootsflottille (serviço ativo) |

## Operações conjuntas de ataque
O U-98 participou das seguinte operações de ataque combinado durante a sua carreira:
- Rudeltaktik West (8 de maio de 1941 - 27 de maio de 1941)
- Rudeltaktik Seewolf (3 de setembro de 1941 - 15 de setembro de 1941)
- Rudeltaktik Störtebecker (5 de novembro de 1941 - 19 de novembro de 1941)
- Rudeltaktik Gödecke (19 de novembro de 1941 - 22 de novembro de 1941)
- Rudeltaktik Natter (30 de outubro de 1942 - 8 de novembro de 1942)
- Rudeltaktik Westwall (8 de novembro de 1942 - 15 de novembro de 1942)